# Funzione segno

Funzione segno

In matematica e in informatica, la funzione segno è una funzione matematica definita a tratti che estrae il segno di un numero reale.  Per evitare confusioni con la funzione seno, questa funzione è spesso chiamata funzione signum.

## Definizione
La funzione segno è spesso rappresentata con sgn, e può essere definita come segue:
{\displaystyle \operatorname {sgn} x=\left\{{\begin{matrix}-1,&{\textrm {se}}\ x<0,\\0,&{\textrm {se}}\ x=0,\\1,&{\textrm {se}}\ x>0,\end{matrix}}\right.}
o usando la notazione di Iverson:
{\displaystyle \ \operatorname {sgn} x=-[x<0]+[x>0].}
Ogni numero reale può essere espresso come prodotto del suo valore assoluto e della sua funzione segno:
{\displaystyle x=(\operatorname {sgn} x)|x|.\qquad \qquad (1)}
Dall'equazione (1) segue che per {\displaystyle x\neq 0} si ha
{\displaystyle \operatorname {sgn} x={x \over |x|}.\qquad \qquad (2)}
Dunque potremmo anche dare un'ulteriore definizione alternativa alla funzione segno col seguente modello:
{\displaystyle \operatorname {sgn} x=\left\{{\begin{matrix}{x \over |x|},&{\textrm {se}}\ x\neq 0,\\0,&{\textrm {altrimenti.}}\end{matrix}}\right.}
La funzione segno è la derivata della funzione valore assoluto (a meno della singolarità in 0):
{\displaystyle {\frac {\mathrm {d} |x|}{\mathrm {d} x}}={\frac {|x|}{x}}.}
La funzione segno è differenziabile con derivata 0 ovunque eccetto in 0. Non è differenziabile in 0 nel senso ordinario, ma sotto una nozione generalizzata di differenziabilità (cf. distribuzione) possiamo dire che la derivata della funzione segno è il doppio della delta di Dirac:
{\displaystyle {\frac {\mathrm {d} \operatorname {sgn} x}{\mathrm {d} x}}=2\delta (x).}
La funzione segno è esprimibile con la funzione gradino di Heaviside h½(x):
{\displaystyle \operatorname {sgn} x=2h_{1/2}(x)-1,}
dove il pedice ½ indica che la funzione gradino in 0 è pari a 1/2.
La funzione segno, per ogni {\displaystyle z\in \mathbb {C} \setminus \{0\}}, può essere generalizzata ai numeri complessi:
{\displaystyle \operatorname {sgn} z={\frac {z}{|z|}}.}